# Кибрик (приток Кемы)
Кибрик — река в России, протекает в Грязовецком районе Вологодской области и Первомайском районе Ярославской области. Устье реки находится в 14 км по левому берегу реки Кема. Длина реки составляет 11 км.
Первый километр после истока Кибрик течёт по Вологодской области, остальное течение проходит по Ярославской области. Исток находится в урочище Кислицино к западу от горы Шуйской. Река течёт преимущественно на северо-запад. Верховья реки находятся в лесной ненаселённой местности. В нижнем течении река течёт мимо деревни Дресьянка и впадает в Кему слева у деревни Вараково.

## Данные водного реестра
По данным государственного водного реестра России относится к Верхневолжскому бассейновому округу, водохозяйственный участок реки — Рыбинское водохранилище до Рыбинского гидроузла и впадающие в него реки, без рек Молога, Суда и Шексна от истока до Шекснинского гидроузла, речной подбассейн реки — Реки бассейна Рыбинского водохранилища. Речной бассейн реки — (Верхняя) Волга до Куйбышевского водохранилища (без бассейна Оки).
По данным геоинформационной системы водохозяйственного районирования территории РФ, подготовленной Федеральным агентством водных ресурсов:
- Код водного объекта в государственном водном реестре — 08010200412110000009946
- Код по гидрологической изученности (ГИ) — 110000994
- Код бассейна — 08.01.02.004
- Номер тома по ГИ — 10
- Выпуск по ГИ — 0